# Russische Fußballnationalmannschaft (U-17-Juniorinnen)
Die russische U-17-Fußballnationalmannschaft der Frauen repräsentiert Russland im internationalen Frauenfußball. Die Nationalmannschaft untersteht dem Rossijski Futbolny Sojus und wird seit 2016 von Valentin Gavva trainiert.
Die Mannschaft tritt seit 2007 bei der Qualifikation zur U-17-Europameisterschaft für Russland an. Bislang ist es dem Team jedoch nie gelungen, sich für eine Endrunde zu qualifizieren. Bei der einzigen Teilnahme am Nordic Cup belegte die russische U-17-Auswahl 2000 den letzten Platz. Seit Russland am 28. Februar 2022 wegen des Überfalls auf die Ukraine von allen Wettbewerben der FIFA und der UEFA ausgeschlossen wurde, bestreitet auch die U-17-Mannschaft keine offiziellen Länderspiele mehr.

## Turnierbilanz

### Weltmeisterschaft
| Jahr   | Gastgeber           | Platzierung        |
| ------ | ------------------- | ------------------ |
| 2008   | Neuseeland          | nicht qualifiziert |
| 2010   | Trinidad und Tobago | nicht qualifiziert |
| 2012   | Aserbaidschan       | nicht qualifiziert |
| 2014   | Costa Rica          | nicht qualifiziert |
| 2016   | Jordanien           | nicht qualifiziert |
| 2018   | Uruguay             | nicht qualifiziert |
| 2021 1 | Indien 1            | – 1                |
| 2022   | Indien              | ausgeschlossen 2   |

### Europameisterschaft
| Jahr   | Gastgeber               | Platzierung            |
| ------ | ----------------------- | ---------------------- |
| 2008   | Schweiz                 | 2. Qualifikationsrunde |
| 2009   | Schweiz                 | 2. Qualifikationsrunde |
| 2010   | Schweiz                 | 1. Qualifikationsrunde |
| 2011   | Schweiz                 | 2. Qualifikationsrunde |
| 2012   | Schweiz                 | 1. Qualifikationsrunde |
| 2013   | Schweiz                 | 1. Qualifikationsrunde |
| 2014   | England                 | 2. Qualifikationsrunde |
| 2015   | Island                  | 2. Qualifikationsrunde |
| 2016   | Belarus                 | 2. Qualifikationsrunde |
| 2017   | Tschechien              | 2. Qualifikationsrunde |
| 2018   | Litauen                 | 2. Qualifikationsrunde |
| 2019   | Bulgarien               | 2. Qualifikationsrunde |
| 2020 3 | Schweden 3              | – 3                    |
| 2021 3 | Färöer 3                | – 3                    |
| 2022   | Bosnien und Herzegowina | ausgeschlossen 4       |
| 2023   | Estland                 | ausgeschlossen 4       |

## Spiele gegen U-17-Nationalmannschaften deutschsprachiger Länder
Deutschland
| Datum         | Ort                  | Ergebnis  | Anlass           | Torschützinnen | Zuschauer |
| ------------- | -------------------- | --------- | ---------------- | --- | --------- |
| 9. Apr. 2009  | Sopron               | 0:4 (0:1) | EM-Qualifikation | Ramona Petzelberger 19′, Annika Doppler 47′, Ivana Rudelic 52′, Annika Eberhardt 80+2′                                        |           |
| 23. Apr. 2011 | Esbjerg              | 0:9 (0:2) | EM-Qualifikation | Sara Däbritz 3, 50, 53′, Lena Petermann 7, 58 (Elfm.)′, Melanie Leupolz 47′, Fabienne Dongus 63′, Lina Magull 68 (Elfm.), 79′ | 200       |
| 3. Nov. 2012  | Thessaloniki         | 1:7 (0:3) | EM-Qualifikation | Anna Belomyttseva 48′ Madeline Gier 15, 16, 62′, Jasmin Sehan 42, 68, 72′, Alina Ortega-Jurado 70′                            |           |
| 21. März 2016 | Enzesfeld-Lindabrunn | 0:3 (0:1) | EM-Qualifikation | Tanja Pawollek 18′, Giulia Gwinn 57′, Janina Minge 65 (Elfm.)′                                                                |           |

Schweiz
| Datum         | Ort                  | Ergebnis  | Anlass           | Torschützinnen | Zuschauer |
| ------------- | -------------------- | --------- | ---------------- | --- | --------- |
| 11. Apr. 2009 | Bük                  | 1:2 (0:1) | EM-Qualifikation | Daria Soboleva 60′ Cora Boffi Canetta 3, 63′                                                                            |           |
| 24. März 2016 | Enzesfeld-Lindabrunn | 1:4 (1:4) | EM-Qualifikation | Alena Ruzina 7′ Leandra Schegg 9 (Elfm.), 23′, Géraldine Reuteler 16′, Eline Schuling 36′                               |           |
| 16. März 2019 | Stara Pazova         | 2:4 (0:2) | EM-Qualifikation | Anastasia Trenkina 68′, Elizabeth Lazareva 84′ Ardita Iseni 16, 90+2′, Anastasia Kulakova 40′, Yllka Kadriu 62 (Elfm.)′ |           |

Österreich
| Datum         | Ort                  | Ergebnis  | Anlass           | Torschützinnen                                                                        | Zuschauer |
| ------------- | -------------------- | --------- | ---------------- | ------------------------------------------------------------------------------------- | --------- |
| 13. Okt. 2013 | Fußach               | 1:5 (1:2) | EM-Qualifikation | Alena Andreeva 3′ Nina Wasserbauer 31, 54′, Julia Kofler 39, 51, 67′                  |           |
| 19. März 2016 | Rohrendorf bei Krems | 0:4 (0:2) | EM-Qualifikation | Laura Krumböck 23′, Besijana Pireci 39′, Jana Scharnböck 59′, Magdalena Bachler 80+1′ |           |